# Réserve faunique des Lacs-Albanel-Mistassini-et-Waconichi
La réserve faunique des Lacs-Albanel-Mistassini-et-Waconichi est une réserve faunique du Québec située en Jamésie. Elle a été établi en 1953 et elle couvre un territoire d'une superficie de 16 400 km2. Elle est administrée par la Nation crie de Mistissini.

## Histoire
La réserve de chasse et de pêche des Lacs-Albanel-Mistassini-et-Waconichi est créée en 1953 à partir de la réserve de chasse et de pêche de Mistassini, qui elle-même créée en 1948. En 1985, elle est agrandie et devient la réserve faunique des Lacs-Albanel-Mistassini-et-Waconichi.
En 2005, la gestion de la réserve est assurée conjointement par la Nation crie de Mistissini et la Sépaq. La gestion est entièrement déléguée à la Nation crie de Mistissini en 2017,.